# Comuna Pașkivți, Starokosteantîniv
Pașkivți (în ucraineană Пашківці) este o comună în raionul Starokosteantîniv, regiunea Hmelnîțkîi, Ucraina, formată din satele Hrîbenînka, Pașkivți (reședința) și Popivți.

## Demografie
Componența lingvistică a comunei Pașkivți
     Ucraineană (97,52%)
     Rusă (2,26%)
     Alte limbi (0,09%)
Conform recensământului din 2001, majoritatea populației comunei Pașkivți era vorbitoare de ucraineană (97,52%), existând în minoritate și vorbitori de rusă (2,26%).